# Zimirina cineris
Zimirina cineris là một loài nhện trong họ Gnaphosidae.
Loài này thuộc chi Zimirina. Zimirina cineris được Mordecai Cubitt Cooke miêu tả năm 1964.